# Proformica korbi
Proformica korbi är en myrart som först beskrevs av Carlo Emery 1909.  Proformica korbi ingår i släktet Proformica och familjen myror. Inga underarter finns listade i Catalogue of Life.